# Моргаду, Диогу
Дио́гу Миге́л Морга́ду Суа́реш (англ. Diogo Miguel Morgado Soares, родился 17 января 1981 в Лиссабоне, Португалия) — португальский актёр, режиссёр, монтажёр, сценарист, продюсер и экс-модель. Известный по роли Иисуса Христа в мини-сериале «Библия» и в фильме «Сын Божий».

## Биография
Актёр родился в Лиссабоне, город в Португалии. В семье его воспитывали в христианских традициях, есть младший брат Педру.

### Карьера
Моргаду начал карьеру в качестве модели в четырнадцатилетнем возрасте, в шестнадцатилетнем возрасте начал карьеру актёра. Его первые работы в качестве актёра были малоизвестные фильмы «Terra Mãe» (1998), «Diário de Maria» (1998), «A Lenda da Garça» (2000) и «A Febre do Ouro Negro». В 2000 году исполнил роль Мигеля в фильме «Я люблю тебя, Тереза». Позже он снялся в подростковом сериале «Флорибелла» и «Кровные узы». Впервые Моргадо снялся за пределами Португалии в бразильском телесериале «Откровение» 2008 года.
В марте 2013 года, Моргаду исполнил роль Иисуса Христа в мини-сериале «Библия». Мини-сериал «Библия» был показан на телеканале History Channel в США и Канаде. В 2013 году Диогу согласился вновь исполнить роль Иисуса Христа в фильме «Сын Божий», который является кино-версией мини-сериала «Библия». Фильм вышел в 2014 году.

### Личная жизнь
С 2002 — 2004 года был в отношениях с актрисой Софией Дуарте Силва. Состоит в отношениях с Кэти Оливейра. 2 сентября 2009 года у пары родился сын Сантьягу.

## Фильмография

### Режиссёр
- 2013 — Перерыв / Break

### Продюсер
- 2013 — Перерыв / Break

### Сценарист
- 2013 — Перерыв / Break

### Монтажер
- 2013 — Перерыв / Break

### Актёр
- 2000 — Я люблю тебя, Тереза / Amo-te, Teresa — Мигел
- 2001 — Теорема Пифагора / Teorema de Pitágoras — Роберту
- 2002 — Пятый ад / O Quinto dos Infernos — Д. Карлос
- 2003 — Все для любви / Tudo Por Amor — Педру Каштелу Бранку
- 2002 — Сельва / A Selva  — Альберто
- 2005 — Тайна отца Амаро / O Crime do Padre Amaro — Libaninho
- 2006 — Флорибелла / Floribella —  Динис
- 2007 — Итальянский писатель / A Escritora Italiana — Иосиф
- 2008 — Мятежный дух / Rebelde Way — Мауро
- 2008 — Откровение / Revelação — Антонио
- 2009 — Частная жизнь Салазара / A Vida Privada de Salaza — Оливейра ди Салазар
- 2010 — Кровные узы / Laços de Sangue
- 2011 — Месть / Revenge — Жорже Велез
- 2013 — Библия / The Bible — Иисус Христос
- 2013 — 2014 — Sol de Inverno  — Эдуардо
- 2014 — Красная бабочка / Red Butterfly — Тонио
- 2014 — Сын Божий / Son of God — Иисус Христос
- 2014 — Прирождённый гонщик 2 (в проекте) / Born to Race: Fast Track — Энзо Лауричелло
- 2014 — Virados do Avesso (телесериал) — João
- 2015 — Посланники (телесериал) / The Messengers — Люцифер
- 2014 — Presa (короткометражный)
- 2016 — Влюбленные в Валентайне / Love Finds You in Valentine